# سنجاب‌های بیابانی
سنجاب‌های بیابانی (نام علمی: Ammospermophilus) نام یک سرده از تبار سنجاب زمینی است.

## گونه‌ها
- سنجاب بیابانی اسپیریتو سانتو, Ammospermophilus insularis
- سنجاب بیابانی تگزاس, Ammospermophilus interpres
- سنجاب بیابانی دم‌سفید, Ammospermophilus leucurus
- سنجاب بیابانی سن هوآکین, Ammospermophilus nelsoni
- سنجاب بیابانی هریس, Ammospermophilus harrisii